# Funcionários
Funcionários est un quartier de la zone Sud de la ville de Belo Horizonte, la capitale du Minas Gerais, un des États fédérés du Brésil.